# Paolo Giuliani
Paolo Giuliani (Sesto San Giovanni, 18 dicembre 1972) è un ex cestista e procuratore sportivo italiano.

## Carriera
Alto 202 cm, di ruolo ala/centro, ha militato in numerose società italiane. Per due stagioni ha giocato anche in Germania in Bundesliga con Francoforte e Gießen.
In Italia ha militato in Serie A1 con la Viola Reggio Calabria.

## Palmarès
- Coppa di Germania: 1

Skyliners Frankfurt: 2000